# Герб комуни Ельвсбюн
Герб комуни Ельвсбюн (швед. Älvsbyns kommunvapen) — символ шведської адміністративно-територіальної одиниці місцевого самоврядування комуни Ельвсбюн. 

## Історія
Герб розроблено для торгового міста (чепінга, швед. köping) Ельвсбюн і затверджено королем 1948 року. Перереєстрований після адміністративно-територіальної реформи за комуною 1974 року.

## Опис (блазон)
У синьому полі відділений хвилясто від основи золотий тригорб, над ним — таке ж 16-променеве сонце.

## Зміст
Сонце вказує на невеликі родовища золота в регіоні. Тригорб і хвиляста основа характеризують місцеві природні особливості. 